# Bloodhound (voilier)
Pour les articles homonymes, voir Bloodhound.
Bloodhound est un voilier monocoque gréé en yawl bermudien et destiné à la course au large. Lancé en 1936, il est conçu à partir de la troisième formule de la jauge internationale pour courir dans la catégorie des 12 Metre. Dès l'année 1937, il termine troisième de la Fastnet Race en temps réel.

## Aspects techniques
Bloodhound mesure 63 pieds de long,. Il est doté d'un tonnage de 34 tons. Il fait partie de la classe 12 Metre.

## Histoire
Dès la première année de son lancement, le bateau remporte la Morgan Cup,, la Channel Race tout en se classant deuxième dans la Benodet Race.
En 1937, il termine troisième de la Fastnet Race. Deux ans plus tard, barré par Charles Nicholson, Bloodhound remporte la Fastnet Race en temps compensé.
En 1949, Bloodhound remporte la North Sea Race. Le bateau est de nouveau vainqueur en 1951.
Après avoir remporté la Lyme Bay Race en 1959, le bateau est racheté en 1962, par la reine Elizabeth II et le prince Philip,. La même année, le prince Philip l'utilise pour la semaine de Cowes. En 1965, le bateau remporte à nouveau la Lyme Bay Race. La famille royale le revend en 1969.

## Épilogue
En 2006, il est restauré pendant dix-huit mois dans un hangar situé à Sturminster Marshall dans le Dorset en Angleterre.